# Lucas Meza
Lucas Maximiliano Meza (Buenos Aires, Argentina, 10 de marzo de 1991) es un futbolista argentino. Juega de defensa en Pérez Zeledón  de la Primera División de Costa Rica.

## Clubes
| Club                   | País       | Año       |
| ---------------------- | ---------- | --------- |
| Boca Juniors           | Argentina  | 2014-2015 |
| UAI Urquiza            | Argentina  | 2015      |
| Pérez Zeledón          | Costa Rica | 2016-2017 |
| Correcaminos de la UAT | México     | 2017-2018 |
| Orense                 | Ecuador    | 2019      |
| AD San Carlos          | Costa Rica | 2020      |
| CA San Telmo           | Argentina  | 2020-2021 |
| Deportes Iquique       | Chile      | 2022      |
| Pérez Zeledón          | Costa Rica | 2023-Act. |